# Dolores, la femme errante
Pour plus de détails, voir Fiche technique et Distribution.
Dolores, la femme errante (La copla de la Dolores) est un film argentin réalisé par Benito Perojo, sorti en 1947.

## Fiche technique
- Titre : Dolores, la femme errante
- Titre original : La copla de la Dolores
- Réalisation : Benito Perojo
- Scénario : Francisco Madrid d'après la pièce de théâtre de Manuel Acevedo
- Musique : Guillermo Cases
- Photographie : Antonio Merayo
- Montage : Jorge Gárate
- Production : Ricardo Núñez
- Société de production : Argentina Sono Film
- Société de distribution : Lux Film Distributing Corporation (États-Unis)
- Pays de production :  Argentine et  Espagne
- Genre : Drame
- Durée : 85 minutes
- Dates de sortie : 
  - France : 1947 (Festival de Cannes)
  - Mexique : 23 janvier 1948
  - États-Unis : 15 juin 1951

## Distribution
- Imperio Argentina : Dolores
- Alfredo Alaria
- Lola Beltrán
- Ricardo Canales : Mariano
- José Castro
- Enrique Diosdado : Melchor / El Flaco
- Manuel Díaz González : Romo
- Manolito Díaz : Lazaro
- Manuel Díaz
- Antonio Martínez
- Herminia Mas
- Andrés Mejuto
- Domingo Márquez
- Amadeo Novoa : Cirilo
- Lilian Valmar

## Distinctions
Le film a été présenté en sélection officielle en compétition au Festival de Cannes 1947.